# Аминев, Виктор Алексеевич
Аминев Ви́ктор Алексе́евич (2 [15] мая 1913, Ольгино, Нижегородская губерния — 28 августа 1939, Монголия) — командир бронемашины «БА-10» 1-й роты автобронебатальона 8-й мотоброневой Краснознамённой бригады 1-й армейской группы, младший комвзвод.

## Биография
Родился 15 мая 1913 года в селе Мысы ныне город Володарск Нижегородской области в семье рабочего. Русский. Образование неполное среднее, окончил 6 классов. Работал мастером на Володарском мельзаводе, вёл общественную работу в качестве секретаря заводской комсомольской организации.
В Красной Армии с осени 1935 года. Окончил школу младших командиров 11-го механизированного корпуса, был водителем бронемашины. По окончании действительной военной службы остался на сверхсрочную, и был назначен командиром бронемашины «БА-10».
С 11 мая 1939 года принимал участие в боях с японскими милитаристами на реке Халхин-Гол (Монголия). 

Командир бронемашины 8-й мотоброневой бригады (1-я армейская группа) комсомолец младший комвзвод Аминев В. А. особо отличился 4 июля 1939 года при отражении танковой атаки противника, уничтожив 4 вражеских танка. Через день он вывел из строя ещё 2 танка и 2 пушки.
7 июля 1939 года, прикрывая отход разведчиков, уничтожил ещё 2 бронемашины. Погиб в бою в ночь на 28 августа 1939 года. Похоронен в районе боевых действий.

## Награды
За мужество и героизм, проявленные при выполнении воинского и интернационального долга, младшему комвзводу Аминеву Виктору Алексеевичу 17 ноября 1939 года посмертно присвоено звание Героя Советского Союза. Награждён Орденом Ленина
Имя Героя присвоено улице и школе № 49 города Володарска. На зданиях хлебозавода и школы установлены мемориальные доски.